# Deania quadrispinosum
Espèce
Répartition géographique
Deania quadrispinosum est une espèce de requins.